# Термінал ЗПГ Дортйол
Термінал ЗПГ Дортйол –  інфраструктурний об’єкт для імпорту зрідженого природного газу (ЗПГ), створений на південному сході Туреччини.
Хоча Туреччина має змогу імпортувати природний газ трубопровідним транспортом одразу з кількох джерел (Ірану, Росії, Азербайджану), вона також розвиває інфраструктуру імпорту ЗПГ. Термінал у Дортйолі (у провінції Хатай на затоці Іскендерун) став четвертим за часом спорудження та другим (після об’єкту компанії Etki у Аліазі), для якого обрали варіант плавучого регазифікаційного терміналу, що потребує менше капітальних інвестицій та часу на створення.
З 1967 року в Дортйолі діє термінал для відвантаження нафти, яка доправляється сюди з Іраку. Один з його причалів довжиною 1,3 км вирішили модернізувати та надати йому здатність обслуговувати плавучу установку зі зберігання та регазифікації (FSRU). Він був подовжений до 2,4 км, що дозволило вивести його у район з глибиною 14,5 метра та приймати судна з осадкою 12,5 метра.
На завершенні модернізованого причалу облаштували місце для швартовки FSRU (нафтові танкери продовжують використовувати цей же причал, проте обслуговуються ближче до берегу), від якого регазифікована продукція подається на суходол по підводному трубопроводу довжиною 2,3 км з діаметром 750 мм. Далі вона транспортується по перемичці довжиною 13 км та діаметром 750 мм, яка сполучена із газопроводом Газіантеп – Мерсін.
Термінал почав роботу у лютому 2018 року з використанням плавучої установки MOL FSRU Challenger від японської компанії Mitsui O.S.K. Lines, яка здатна регазифікувати 15,3 млн м3 на добу та має резервуари для зберігання ЗПГ загальним об’ємом 263 тис м3. Це судно розглядалось як тимчасовий варіант та навесні 2021-го полишило Дортйол, куди невдовзі мала прибути споруджена на замовлення турецької компанії BOTAŞ установка Ertugrul Gazi. Остання має потужність з регазифікації у 28 млн м3 на добу та може зберігати 170 тис м3 ЗПГ.